# Кравков, Сергей Павлович
Серге́й Павлович Кравко́в (21 июня [3 июля] 1873, Рязань — 12 августа 1938, Ленинград) — российский и советский агрохимик, почвовед. Профессор, Заслуженный деятель науки РСФСР (1934).

## Биография
Сергей Павлович Кравков родился 9 (21) июня 1873 года в Рязани в семье отставного унтер-офицера Павла Алексеевича Кравкова (1826—1910). Согласно семейному преданию, мать ученого Евдокия (Авдотья) Ивановна (1834—1891), до замужества — «калужская мещанка», была внебрачной дочерью К. Д. Кавелина (1818—1885), известного отечественного историка, правоведа и социолога, одного из идеологов русского либерализма в эпоху реформ Александра II.

### Образование
В 1882—1892 годах С. П. Кравков учился в 1-й Рязанской мужской гимназии. В 1892—1896 годах продолжал обучение на естественном отделении физико-математического факультета Императорского Санкт-Петербургского университета. Дипломная работа будущего ученого «О плодосменности» была удостоена золотой медали.
По окончании курса С. П. Кравков был оставлен при кафедре агрономии Императорского Санкт-Петербургского университета, где работал под руководством профессора А. В. Советова. В 1898 году вышла в свет его первая научная работа «К вопросу о влиянии электризации почвы на совершающиеся в ней процессы».
В 1898 году С. П. Кравков проводил геоботанические исследования в Деркульской степи Харьковской губернии. Их результаты были опубликованы в «Трудах вольного экономического общества» и «Земледельческой газете».
В 1898—1900 годах С. П. Кравков находился в научной командировке за рубежом (Германия, Швейцария, Франция, Великобритания). По её окончании в течение двух лет заведовал опытным хозяйством при Ново-Александрийском сельскохозяйственном институте. За эти годы ученый получил разносторонний практический агрономический опыт. С 1901 году он преподавал общее земледелие на Стебутовских женских сельскохозяйственных курсах.
1903—1904 годах С. П. Кравков вновь провёл за границей. Он работал в Мюнхене под руководством профессора Раманна, изучал продукты разложения органических веществ.

### Научная деятельность
В 1904 году С. П. Кравков вернулся в Санкт-Петербургский университет, сдал магистерские экзамены и был зачислен приват-доцентом для чтения курса «О химико-биологических процессах в почве».
Также в 1906—1909 годах С. П. Кравков работал в Опытном Велико-Анадольском лесничестве, изучал проблему усыхания лесных посадок в степи. В 1908 году он стал одним из основателей Каменноостровского сельскохозяйственного института.
В 1908 году С. П. Кравков защитил при Казанском университете магистерскую диссертацию на тему «Материалы по изучению процессов разложения растительных остатков в почве». В 1909 году он был избран доцентом Санкт-Петербургского университета и зачислен на кафедру агрономии. Ему было поручено чтение части обязательного для студентов-агрономов курса «Почвоведение и агрохимия».
В 1912 году С. П. Кравков защитил в Юрьевском (Тартуском) университете докторскую диссертацию «Исследование в области изучения роли мертвого растительного покрова в почвах», в которой рассматривались процессы трансформации органического вещества. Он стал четвёртым доктором агрономии в России. Тогда же С. П. Кравков был избран заведующим кафедрой агрономии Санкт-Петербургского университета, которую возглавлял до 1938 года.
Под руководством С. П. Кравкова на кафедре агрономии интенсивно развернулись экспериментальные работы по проблемам гумусообразования, по химии почв. Проблема гумусообразования оставалась главной темой исследований С. П. Кравкова всю его жизнь. Ученый впервые обратил внимание на то, что «почва является средой, находящейся в состоянии постепенно-изменяющегося и не установившегося химического равновесия».
Развивая идеи В. В. Докучаева, С. П. Кравков призывал к стационарному систематическому изучению во времени индивидуального почвенного разреза, называя динамику почвенных процессов «жизнью почвы». Им были организованы наблюдения по динамике почвенных процессов.
В 1922 году учёный встал у истоков создания самостоятельной кафедры экспериментального почвоведения в Петроградском государственном университете. В 1921—1925 годах он возглавлял отдел прикладного почвоведения на Северо-Западной областной сельскохозяйственной опытной станции. С 1926 года С. П. Кравков активно включился в работу Государственного института опытной агрономии (ГИОА, позднее ЛОВИУАА).
В 1927 году С. П. Кравков входил в состав советской делегации, принимавшей участие в 1-м конгрессе Международной ассоциации почвоведения в Вашингтоне.
При образовании в 1932 году Высшей коммунистической сельскохозяйственной школы им. С. М. Кирова в Ленинграде. С. П. Кравков был приглашен в неё для заведования кафедрой общего земледелия и чтения курса основ почвоведения.
В 1934 году С. П. Кравкову была присуждена ученая степень доктора геолого-минералогических наук. 10 ноября того же 1934 года Президиум ВЦИК РСФСР присвоил ученому почетное звание заслуженного деятеля науки РСФСР.
С. П. Кравков скончался в Ленинграде 12 августа 1938 года и был похоронен на Смоленском кладбище.

## Значение работ
Исследования С. П. Кравкова расширили и углубили научные представления о почвообразовательном процессе, содействовали широкому внедрению идеи динамичности всех почвенных явлений. Его дело было продолжено талантливыми учениками-единомышленниками, среди которых были советские ученые А. Г. Трусов, Б. Н. Одинцов, Н. П. Леонтьевский, Е. А. Домрачева, М. Д. Рыдалевская, Л. Н. Александрова, В. Н. Симаков, П. А. Яцюк, Е. И. Шилова.

## Награды и премии
- 1915 — Орден Святой Анны 2-й степени.
- 1934 — Заслуженный деятель науки РСФСР.

## Семья
- Жена (с 1909 г.) — Мария Михайловна Бурая (1861 — ?), художница.
- Приёмная дочь — Мария.
- Брат — Василий Павлович Кравков (1859—1920), военный врач, автор записок о Русско-японской войне и Первой мировой войне.
- Брат — Николай Павлович Кравков (1865—1924), фармаколог.

## Память

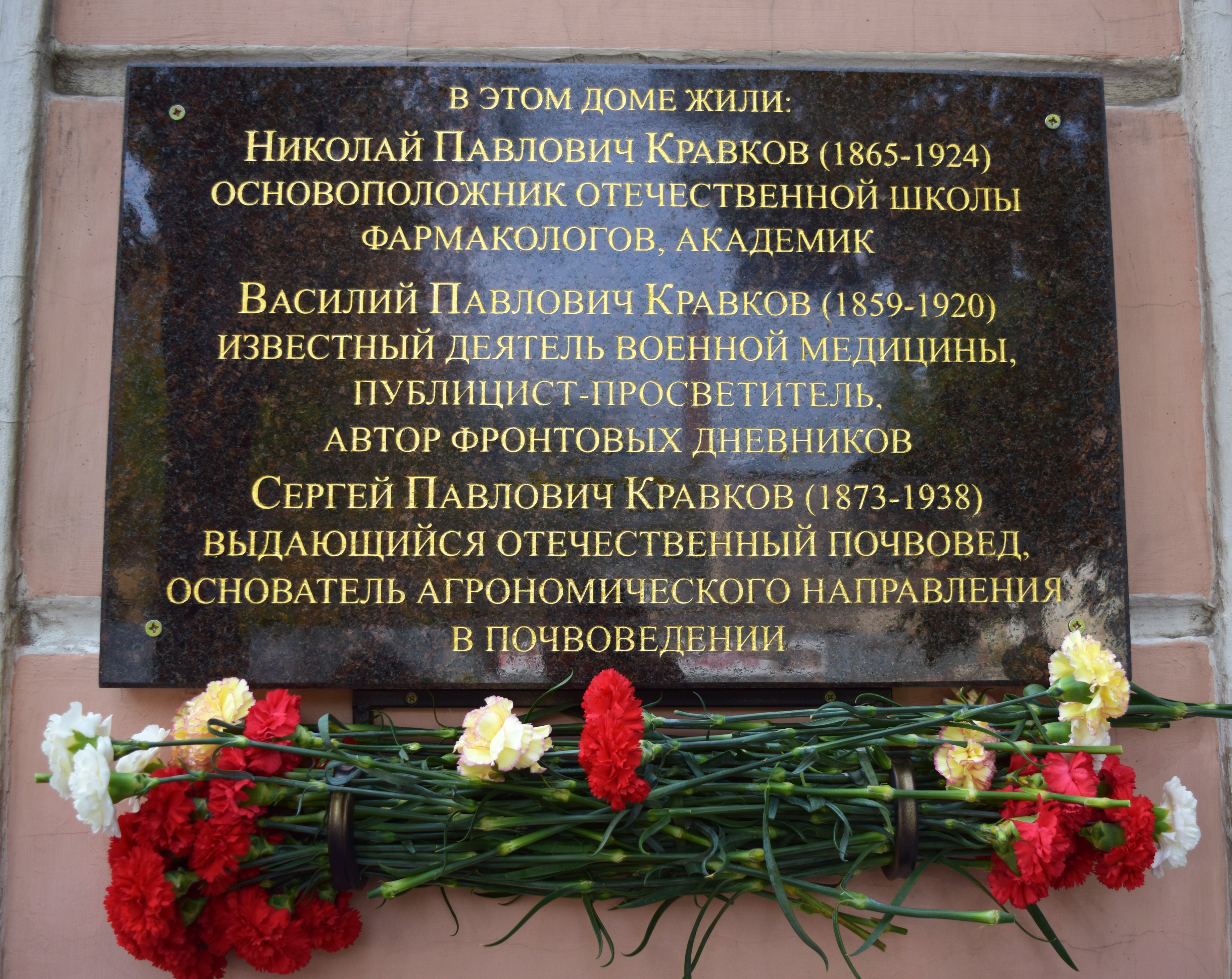
Мемориальная доска на бывшем здании Управления Рязанского губернского воинского начальника (г. Рязань, ул. Ленина, 29)

Постановлением Президиума Верховного Совета РСФСР в 1939 году в память об С. П. Кравкове лаборатории экспериментального почвоведения Ленинградского государственного университета было присвоено его имя.

## Адреса в Санкт-Петербурге
- 1906 — Нижегородская ул., 6
- 1907—1908 — Большая Зеленина ул., 17
- 1909—1912 — Васильевский остров, 16 линия, 29
- 1913—1938 — Васильевский остров, 15 линия, 48